# Hohenahr
Hohenahr est une municipalité allemande située dans l'arrondissement de Lahn-Dill et dans le land de la Hesse.